# Lipnica (Zágráb)
Lipnica falu Zágráb közigazgatási területén Horvátországban, a főváros déli részén. Ma Zágráb Brezovica városnegyedéhez tartozik.

## Fekvése
Zágráb városközpontjától 23 km-re délre, a Vukomerići-dombság északi részén, a Lipnica-patak mentén, Gornji Trpuci és Havidić Selo között fekszik.

## Története
A település már a 18. században is létezett. Az első katonai felmérés térképén „Bartolchichi” néven található. Lipszky János 1808-ban Budán kiadott repertóriumában „Lipnicza” néven szerepel. Nagy Lajos 1829-ben kiadott művében „Lipnicza vel Bartolchichi” néven 10 házzal és 106 katolikus lakossal találjuk. 1857-ben 149, 1910-ben 255 lakosa volt. Zágráb vármegye Szamobori járásához tartozott. 1941 és 1945 között a Független Horvát Állam része volt, majd a szocialista Jugoszlávia fennhatósága alá került. 1991-től a független Horvátország része. 1991-ben lakosságának 100%-a horvát nemzetiségű volt. 2011-ben 207 lakosa volt.

## Népessége
| Lakosság változása | Lakosság változása | Lakosság változása | Lakosság változása | Lakosság változása | Lakosság változása | Lakosság változása | Lakosság változása | Lakosság változása | Lakosság változása | Lakosság változása | Lakosság változása | Lakosság változása | Lakosság változása | Lakosság változása | Lakosság változása |
| ------------------ | ------------------ | ------------------ | ------------------ | ------------------ | ------------------ | ------------------ | ------------------ | ------------------ | ------------------ | ------------------ | ------------------ | ------------------ | ------------------ | ------------------ | ------------------ |
| 1857               | 1869               | 1880               | 1890               | 1900               | 1910               | 1921               | 1931               | 1948               | 1953               | 1961               | 1971               | 1981               | 1991               | 2001               | 2011               |
| 149                | 191                | 210                | 204                | 248                | 255                | 253                | 276                | 265                | 249                | 204                | 191                | 208                | 207                | 213                | 207                |